# Sorsakoski
Sorsakoski är en tätort (finska: taajama) i Leppävirta kommun i landskapet Norra Savolax i Finland. Vid tätortsavgränsningen den 31 december 2021 hade Sorsakoski 664 invånare och omfattade en landareal av 2,57 kvadratkilometer.

## Kända personer från Sorsakoski
- Evert Suonio, sångare, kompositör, skådespelare och sångtextförfattare